# Батак (язовир)
Вижте пояснителната страница за други значения на Батак.
Батак е язовир в Южна България, разположен в землището на град Батак. Той е част от каскадата Баташки водносилов път, собственост на Националната електрическа компания.

## Местоположение
Разположен е в Западните Родопи, област Пазарджик, отстои на 4 km от Батак, на 7 km от Ракитово и на 19 km от Велинград. Използва се за туризъм, с възможност за риболов целогодишно. На западния бряг на язовира се намира планинският курорт „Цигов чарк“. Близо до Цигов чарк, в югозападната част на язовира се намира и остров Голака, който е с надморска височина 1108 m и с площ около 2,2 – 3,0 ha. А на другия бряг е летовище „Дъното“ (община Пещера), което е по-тихо и спокойно от „Цигов чарк“ и съвсем близо до летовище „Свети Константин“.

## Характеристики
Язовир „Батак“ е основният изравнителен водоем на Баташкия водносилов път. В него се вливат водите от първото стъпало на каскадата, след като са отработени от ВЕЦ „Батак“, както и събирателните деривации „Бистрица“ (от притоци на Чепинска река южно то Велинград), „Нова махала“ (от притоци на Стара река южно от Батак) и „Равногор“ (от притоци на Стара река южно от Пещера и Брацигово) с вливащия се в нея канал „Фотински“ (от басейна на Въча), реките Бяла и Черна и няколко по-малки канала.
Язовирът е построен през 1954 – 1959 година и има две язовирни стени. Основната е земнонасипна с височина 35 m и дължина на короната 273 m, в близост до която се намират траншеен преливник с капацитет 14 m³/s на левия бряг и основен изпускател в тунел с капацитет 90 m³/s на десния бряг. Контрастената в местността „Куилото“ е кръгова в план (с радиус 500 m и централен ъгъл 45°) с височина 9,5 m и дължина на короната 363 m. Обемът на езерото е 310 млн. m³, а залятата площ – 21,4 km².
Водите на язовир „Батак“ се отвеждат по дълъг 3 километра напорен тунел към ВЕЦ „Пещера“.

## Галерия
- Залез над язовир Батак
- Изглед към язовир Батак от манастир Свети Георги
- Изглед към яз. „Батак“
- Остров Голака от Цигов чарк